# Jean Piedbœuf
Jean Théodore Piedbœuf (Jupille-sur-Meuse, 21 januari 1837 - 27 november 1879) was een Belgisch volksvertegenwoordiger en burgemeester.

## Levensloop
Hij was een zoon van Jean Théodore Piedbœuf, fabrikant van stoomketels en van Marie-Barbe Chevau. Hij trouwde met Catherine Rasquinet.
Hij promoveerde tot doctor in de rechten (1861) en tot doctor in de politieke en administratieve wetenschappen (1862) aan de Universiteit van Luik. Hij vestigde zich als advocaat in Luik en oefende in Jupille ook industriële activiteiten uit in het familiebedrijf. Vanaf 1853 bouwde zijn vader dit bedrijf, dat gereedschap en materieel voor brouwerijen fabriceerde, uit tot een brouwerij, die uitgroeide tot de grote Brouwerij Piedbœuf, de brouwer van het bier Jupiler.
Hij was provincieraadslid van 1866 tot 1872. In 1872 werd hij liberaal volksvertegenwoordiger voor het arrondissement Luik en vervulde dit mandaat tot aan zijn dood. Hij werd ook nog burgemeester van Jupille in 1879, maar stierf nog datzelfde jaar. Hij was pas 42.
Hij was medeoprichter in 1872 en bestuurder van de Vereniging voor de Controles op de stoomketels. Hij was ook bestuurder van de Société des Laminoirs de Jupille.